# حبق فنديريستي
حبق فنديريستي (الاسم العلمي:Ocimum vanderystii) هو نوع من النباتات يتبع جنس الحبق من الفصيلة الشفوية.